# Gilhac-et-Bruzac
 Gilhac-et-Bruzac  es una población y comuna francesa, ubicada en la región de Ródano-Alpes, departamento de Ardèche, en el distrito de Privas y cantón de La Voulte-sur-Rhône.

## Demografía
| 188 | 138 | 108 | 113 | 138 | 115 |
| Para los censos de 1962 a 1999 la población legal corresponde a la población sin duplicidades (Fuente: INSEE [Consultar]) |     |     |     |     |     |